# A Mú Sung
A Mú Sung là một xã thuộc huyện Bát Xát, tỉnh Lào Cai, Việt Nam. 

## Địa lý
Xã A Mú Sung nằm ở cực bắc của huyện Bát Xát, cách huyện lỵ khoảng 100 km về phía tây bắc, có vị trí địa lý:
- Phía đông giáp hương Dao Sơn (瑶山)[3], trấn Hà Khẩu (河口镇)[3] huyện Hà Khẩu[4] châu Hồng Hà tỉnh Vân Nam Trung Quốc và giáp xã Nậm Chạc
- Phía nam giáp các xã Nậm Chạc, A Lù
- Phía tây giáp xã A Lù và giáp hương Mã Yên Để (马鞍底)[4][5] huyện Kim Bình châu Hồng Hà Trung Quốc
- Phía bắc giáp hương Mãnh Kiều (勐桥)[4][5] huyện Kim Bình Trung Quốc.

Sông Hồng và suối Lũng Pô là ranh giới tự nhiên với Trung Quốc, tổng chiều dài đường biên khoảng 18 km. Bản Lũng Pô xã A Mú Sung cũng là điểm địa đầu nơi con sông Hồng chảy vào lãnh thổ Việt Nam. Người dân ở đây chủ yếu là dân tộc Mông, Dao, Hà Nhì. 

### Địa hình
Xã A Mú Sung có địa hình phức tạp, bị chia cắt bởi các dãy núi cao xen lẫn thung sâu.

## Hành chính
Xã A Mú Sung được chia thành 11 thôn bản: Lũng Pô, Nậm Mít, Nậm Cang, Tung Qua, A Mú Sung, Tung Sáng, Phù Lao Chải, Sa Pả, Ngải Trồ,...

## Giao thông
Tỉnh lộ 108 chạy qua.

## Du Lịch
Xã A Mú Sung Lào Cai đang dần trở thành tọa độ du lịch hút khách ở vùng Tây Bắc nước ta. Đây là một xã nằm ở cực Bắc huyện. Xưa kia xã này còn hoang sơ, điều kiện khó khăn. Tuy nhiên nhờ sự quan tâm của chính quyền địa phương, xã đang dần thay da đổi thịt và phát triển về mặt du lịch. Trên bản đồ huyện Bát Xát, A Mú Sung là vùng đất có địa hình phức tạp, bị nhiều dãy núi chia cắt. Nơi đây có 11 thôn bản, là địa bàn cư trú của người dân tộc Mông, Dao và Hà Nhì. Đặc biệt, A Mú Sung là điểm đầu tiên nơi con sông Hồng chảy vào lãnh thổ Việt Nam, là vùng đất đầy tự hào của người dân Lào Cai. 
Đặc biệt trong chuyến đi về xã A Mú Sung, du khách nhất định phải đến check in cột mốc 92 ở ngã 3 nơi sông Hồng gặp suối Lũng Pô khi chảy vào Việt Nam. Cột mốc này là nơi mà bạn có thể chụp ảnh lưu niệm, ngắm nhìn dòng sông Hồng thơ mộng lững lờ trôi khi chảy vào lãnh thổ nước Việt. 
Bên cạnh đó, du khách không thể bỏ qua cơ hội thăm cột cờ Lũng Pô. Đây là công trình xây dựng nhằm mục đích tưởng nhớ những người lính biên phòng ở A Mú Sung đã anh dũng chiến đấu và hi sinh để bảo vệ tổ quốc. Cột cờ này nằm gận vị trí cột mốc 92, khánh thành vào tháng 12/2017 và trở thành điểm đến ở Bát Xát thu hút nhiều du khách. 